# Вале Канцано (Терамо)
Вале Канцано (итал. Valle Canzano) је насеље у Италији у округу Терамо, региону Абруцо.
Према процени из 2011. у насељу је живело 109 становника. Насеље се налази на надморској висини од 369 м.